# Тонк (княжество)
Тонк — туземное княжество Британской Индии, существовавшее в XIX—XX веках.

## История
Основателем княжества является пуштун Мухаммад Амир-хан. В конце XVIII — начале XIX вв. он со своими войсками оказывал услуги маратхам из родов Шинде и Холкар, и получал от них за это награды и должности. Яшвант Рао Холкар сделал его навабом (наместником) своих владений в Раджпутане. Когда началась третья англо-маратхская война, то Мухаммад Амир-хан воспользовался ситуацией и подписал с британцами субсидиарный договор, по которому в обмен на контроль Ост-Индской компании над внешней политикой становился полноправным властелином внутри своих владений. Разбитые в ходе войны Холкары были вынуждены признать независимость нового княжества.
Княжество состояло из шести отдельных кусков, три из которых было помещено под контроль британского Агентства Центральной Индии, а три — под контроль Раджпутанского агентства. Во время восстания сипаев правитель Тонка остался верен англичанам, что не помешало его княжеству стать после восстания прибежищем для беглецов из Дели: в Тонке укрылось ряд придворных артистов и музыкантов, и даже некоторые из членов императорской фамилии. За поддержку во время подавления восстания британцы увеличили полагавшийся правителю Тонка салют с 15 до 17 выстрелов.
В 1864 году правителем Тонка стал Мухаммад Али-хан, который начал борьбу с индуизмом и ввязался в войну с такуром Лавы. В итоге в 1867 году он был смещён британцами и помещён под домашний арест в Бенаресе, где умер в 1895 году. Полагающийся правителю Тонка салют был понижен в ранге до 11 пушечных выстрелов, и лишь в 1877 году был возвращён персональный (с 1878 — наследственный) салют из 17 выстрелов. Вместо Мухаммад Али-хана правителем был сделан его сын Мухаммад Ибрагим Али-хан, но до 1870 года он находился под британским регентством.
В 1899—1900 годах княжество пережило страшную засуху.
После раздела Британской Индии наваб Тонка в 1948 году решил присоединиться к Индийскому Союзу. Весной 1948 года Тонк и восемь других княжеств образовали Соединённые государства Раджастхана, который 30 марта 1949 года, после присоединения к нему четырёх больших княжеств, был преобразован в Большой Раджастхан. 15 мая 1949 года Большой Раджастхан объединился с Соединёнными государствами Матсьи в Соединённые государства Большого Раджастхана, а после вступления в силу Конституции Индии это образование с 26 января 1950 года стало штатом Раджастхан.

## Список правителей
- 1818—1834 Мухаммад Амир-хан
- 1834—1864 Мухаммад Вазир-хан
- 1864—1867 Мухаммад Али-хан
- 1867—1930 Мухаммад Ибрагим Али-хан
- 1930—1947 Мухаммад Саадат Али-хан
- 1947—1948 Мухаммад Фарук Али-хан
- 1948—1949 Мухаммад Исмаил Али-хан